# 센주 (도쿄도)

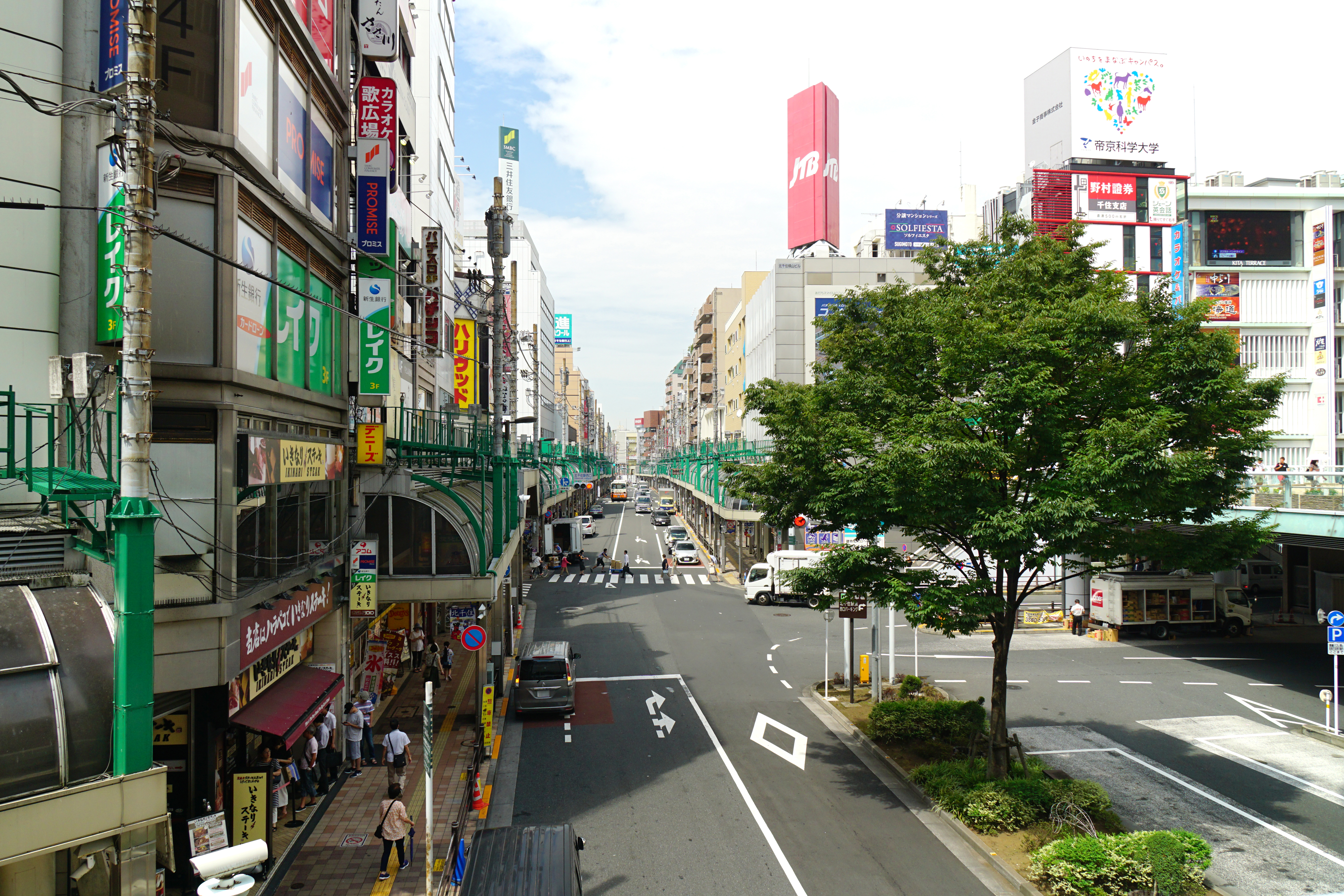
기타센주역 주변의 모습

센주(일본어: 千住, せんじゅ)는 일본 도쿄도 아다치구에 위치한 지명이다. 현행 행정 구역상으로는 도쿄도 아다치구 센주잇초메부터 센주고초메까지 속한다.

## 역사

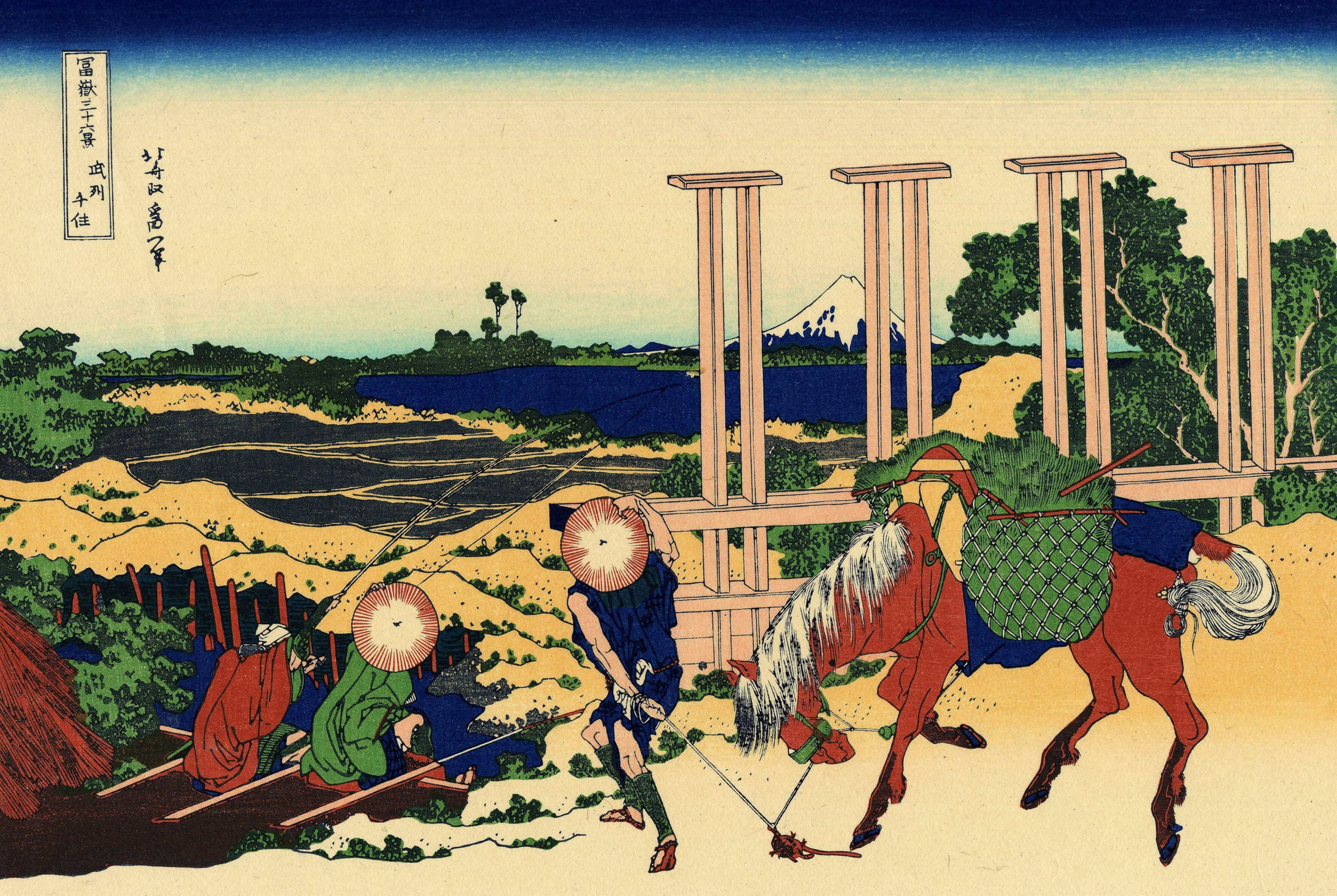
가쓰시카 호쿠사이의 그림 《후가쿠 36경 무사시 센주》(冨嶽三十六景 武州千住)

쇼센지(勝專寺) 전설에 따르면 1327년에 아라이토쇼마사쓰구(新井圖書政次)가 아라카와강에서 그물로 천수관음 불상을 주운 다음에 이 땅을 센주(千手)라고 부른 데서 유래되었다고 한다. 이 불상은 아들인 아라이효부마사카쓰(新井兵部政勝)가 똑같은 절로 옮겼다고 한다. 그 외에 아시카가 요시마사의 애첩이었던 센주(千壽)의 출생지였다는 가설, 지바씨(千葉氏)가 살던 곳이었다는 가설이 전한다.
1594년에 도쿠가와 이에야스가 스미다카와강(墨田川)에 설치한 최초의 다리가 센주 대교였다. 이는 센주가 에도의 북쪽 관문이라는 중요한 역할을 수행했다는 것을 의미했다. 센주는 닛코 가도, 오슈 가도의 슈쿠바로 발전했으며 에도 최초의 슈쿠바인 에도 시슈쿠 가운데 한 곳이기도 했다. 센주주쿠(千住宿)는 1 ~ 5번지에 있던 나뉘어 혼주쿠(本宿), 처음에 추가된 3번지의 신주쿠(新宿), 강 건너 2번지에 있던 미나미주쿠(南宿)로 나뉘었다.
센주는 에도의 홍등가 가운데 한 곳이기도 했는데 사공들 사이에서 전해지던 《센주절》(千住節)의 "센주의 닻이든 밧줄이든 오르내리는 배를 세운다."라는 구절은 이를 반영한다. 그 외에 오슈 가도, 미토 가도에서 닛코시, 도호쿠 지방 방면으로 가던 여행자들이 북적거린 곳으로도 알려졌다.
센주는 네리마(練馬)의 무, 메구로(目黑)의 죽순, 오구(尾久)의 우엉 등과 함께 파의 명산지로 널리 알려졌다. 메이지 시대 이후에는 《시군구촌편제법》 시행에 따라 미나미구미(南組)는 도쿄부 기타토시마군 미나미센주정(東京府 北豊島郡 南千住町), 기타구미(北組), 주구미(中組)는 도쿄부 미나미아다치군 센주정(南足立郡 千住町)에 각각 편입되었다.
1871년 7월 17일에 센주 미독원이 설치되면서 센주주쿠에 거주하던 창기들에 대한 매독 검사가 진행되었다. 1890년 2월에 일본 내무성이 발표한 《경제 및 통계》 자료에 따르면 1883년에 센주주쿠에 거주하던 성매매 창기는 374명, 구매자는 43,000명으로 각각 집계되었고 1888년에는 창기 466명, 구매자 65,000명으로 각각 집계되었다. 1881년 10월 11일에는 산조 사네토미 태정대신, 이와쿠라 도모미 우대신이 도호쿠 지방 순행을 마치고 귀환하던 도중에 메이지 14년 정변을 계기로 메이지 천황을 맞아 오쿠마 시게노부의 면직에 따른 국회 개설 명령을 받았다.
센주는 뛰어난 수리적 조건을 가졌기 때문에 관영 센주 제융소, 스미다카와역(화물역), 센주 화력 발전소 등이 건립되었다. 편리한 선운으로 인해 센주는 근교에 위치한 농촌에도 알려지게 되었고 쇼와 20년대까지는 매일 아침에 채소, 민물고기 아침 시장이 열렸다.
1930년에 실시된 인구 조사에 따르면 국세 조사에 따르면 기타토시마군 미나미센주정의 인구는 56,017명으로서 군내 20개 정촌 가운데 7위를 차지했고 미나미아다치군 센주정의 인구는 69,085명으로서 군내 정촌 가운데 최대 규모를 차지했다. 1932년 10월 1일을 기해 도쿄부 도쿄시에 편입되면서 소멸되었다.

## 지리
센주는 도쿄도 아다치구 남부에 위치하며 아라카와강(荒川)이 북쪽 경계를 흐른다. 아다치구는 과거에 습지였지만 하천이 몰고 온 토사의 퇴적으로 형성된 충적 평야이다. 기타센주역 동쪽에는 해발 0m 이하의 지역이 있다. 1930년에 완성한 아라카와강 방수로가 구내의 북서쪽과 남동쪽을 흐른다. 아다치구를 양분하는 센주 지구는 남부에 해한다.
센주에는 JR 조반선과 도쿄 지하철 지요다 선, 도쿄 지하철 히비야 선, 도부 이세사키 선, 게이세이 본선, 수도권 신도시 철도 쓰쿠바 익스프레스가 지나가며 이들 노선이 교차하는 기타센주 역이 이 곳에 위치한다. 국도 제4호선의 일부인 닛코 가도가 이 지역의 서쪽 경계를 지나간다. 역 주변에는 혼초 상가, 산로도 상가, 밀리언 대로 상가를 비롯한 상가 10여 곳이 입주하고 있다. 또한 일본의 대형 마트 브랜드인 이토 요카도의 사실상 1호점은 센주점이었고 일본의 대형 낚시 도구 브랜드인 조슈우야 본점도 센주에 있었다.
센주는 일본의 공중 목욕탕의 일종인 센토가 많은 것으로도 알려져 있으며 저녁에는 굴뚝에서 연기가 나고 독특한 냄새가 사방에 감돈다. 최근에는 도쿄 덴키대학이 간다에서 기타센주로 이전한 것을 계기로 청년층이 유입되면서 활기를 띠고 있다. 이 밖에 도쿄 예술대학, 데이쿄 과학대학, 도쿄 미래대학을 비롯한 캠퍼스가 위칳하고 있다.

## 지명
센주 지구(千住 地區, 옛 센주정)의 현행 행정 지명에는 센주와 관련된 지명이 많다. 또한 기타센주 역이 설치되어 있음에도 행정 구역상 "기타센주"라는 정명은 없다. 또한 아라카와강 방수로 개착 이전에는 미나미아다치군 아야세촌이었다. 히노데초(日ノ出町)과 가쓰시카구(葛飾區)에 속했던 야나기하라(柳原)는 현재 센주 지구에 속한다.
이들 센주 지구는 동쪽은 가쓰시카구 고스게(小菅)·요쓰기(四つ木), 서쪽은 오다이(小台), 아라카와구 마치야(町屋)·히가시닛포리(東日暮里), 남쪽은 아라카와구 미나미센주(南千住), 스미다구 스미다(墨田), 북쪽은 모토키(本木), 모토키미나미마치(本木南町), 세키바라(關原), 우메다(梅田), 아다치(足立)와 접한다.
현재의 지명
- 센주잇초메 ~ 고초메 (千住一丁目 ~ 五丁目, 옛 이름: 혼마치 (本町))
- 센주사쿠라기잇초메 ~ 니초메 (千住櫻木一丁目 ~ 二丁目, 옛 이름: 센주사쿠라기마치 (千住櫻木町))
- 센주모토마치 (千住元町)
- 센주오카와마치 (千住大川町)
- 센주야나기마치 (千住柳町)
- 센주코토부키마치 (千住壽町)
- 센주나카이마치 (千住中居町)
- 센주타쓰타마치 (千住龍田町)
- 센주미야모토마치 (千住宮元町)
- 센주미도리마치잇초메 ~ 산초메 (千住綠町一丁目 ~ 三丁目)
- 센주나카마치 (千住仲町)
- 센주카와라마치 (千住河原町)
- 센주하시도마치 (千住橋戶町)
- 센주아사히마치 (千住旭町)
- 센주아즈마잇초메 ~ 니초메（千住東一丁目 ~ 二丁目, 옛 이름: 센주아즈마마치(千住東町))
- 센주세키야마치 (千住關屋町)
- 센주아케보노마치 (千住曙町)

주거 표시 실시로 폐지된 동명 (아라카와강 북안)
- 센주야치요마치 (千住八千代町, 1989년까지 아라카와강 연안의 정명으로 남아 있었음)
- 센주타카사고마치 (千住高砂町)
- 센주스에히로마치 (千住末廣町)
- 센주와카마쓰마치 (千住若松町)
- 센주야요이마치 (千住彌生町)
- 센주사카에마치 (千住榮町)

## 대중 문화
야마다 무네키의 소설 《혐오스런 마츠코의 일생》의 무대가 된 곳이며 나카시마 테츠야 감독·나카타니 미키 주연의 영화, 우치야마 리나 주연의 텔레비전 드라마, 야나이 미츠루 프로듀서의 텔레비전 드라마 《3학년 B반 긴파치선생》과 《친자게임》 등이 촬영된 현장이기도 하다. 또한 야나이 미츠루 드라마의 무대·촬영지의 주소는 센주로 표기됐으나 근처 역은 도부 철도 이세사키 선 호리키리 역이다. 아다치구 출신의 희극인인 키타노 타케시의 개그 토크와 저서에도 센주가 이따금 등장한다.